# Gerda Verburg
Gerritje (Gerda) Verburg (ur. 19 sierpnia 1957 w Zwammerdam) – holenderska polityk, działaczka związkowa i dyplomata, parlamentarzystka, w latach 2007–2010 minister rolnictwa.

## Życiorys
Po ukończeniu szkoły średniej w latach 1976–1980 kształciła się w zakresie zarządzania personelem i organizacji pracy w Christelijke Sociale Academie „De IJsselpoort” w Kampen. W latach 1980–1982 pracowała w organizacji zrzeszającej młodych rolników, następnie zawodowo związana z federacją chrześcijańskich związków zawodowych Christelijk Nationaal Vakverbond (CNV). W latach 1986–1990 przewodniczyła jej organizacji młodzieżowej, później do 1997 wchodziła w skład zarządu CNV. Zasiadała w holenderskiej Radzie Społeczno-Ekonomicznej oraz we władzach Europejskiej Konfederacji Związków Zawodowych. W latach 1997–1998 prowadziła własną działalność gospodarczą.
W 1993 wstąpiła do Apelu Chrześcijańsko-Demokratycznego (CDA). W 1998 po raz pierwszy wybrana do Tweede Kamer, reelekcję do niższej izby Stanów Generalnych uzyskiwała w wyborach w 2002, 2003, 2006 i 2010. Od lutego 2007 do października 2010 sprawowała urząd ministra rolnictwa w czwartym rządzie Jana Petera Balkenende. W lipcu 2011 objęła stanowisko stałego przedstawiciela Holandii przy Organizacji Narodów Zjednoczonych do spraw Wyżywienia i Rolnictwa w Rzymie.
Odznaczona Orderem Oranje-Nassau IV klasy (2010). Jest jawną lesbijką, w 2012 zawarła związek małżeński ze swoją partnerką.